# Шатне Малабри
Шатне Малабри (фр. Châtenay-Malabry) је насељено место у Француској у Париском региону, у департману Горња Сена.
По подацима из 2011. године у општини је живело 32.083 становника, а густина насељености је износила 5028,68 становника/km².

## Географија

### Клима
| Клима (Шатне Малабри)       | Клима (Шатне Малабри) | Клима (Шатне Малабри) | Клима (Шатне Малабри) | Клима (Шатне Малабри) | Клима (Шатне Малабри) | Клима (Шатне Малабри) | Клима (Шатне Малабри) | Клима (Шатне Малабри) | Клима (Шатне Малабри) | Клима (Шатне Малабри) | Клима (Шатне Малабри) | Клима (Шатне Малабри) | Клима (Шатне Малабри) |
| Показатељ \ Месец           | .Јан.                 | .Феб.                 | .Мар.                 | .Апр.                 | .Мај.                 | .Јун.                 | .Јул.                 | .Авг.                 | .Сеп.                 | .Окт.                 | .Нов.                 | .Дец.                 | .Год.                 |
| --------------------------- | --------------------- | --------------------- | --------------------- | --------------------- | --------------------- | --------------------- | --------------------- | --------------------- | --------------------- | --------------------- | --------------------- | --------------------- | --------------------- |
| Апсолутни максимум, °C (°F) | 16,5 (61,7)           | 20,0 (68)             | 24,5 (76,1)           | 29,4 (84,9)           | 35,0 (95)             | 37,0 (98,6)           | 39,2 (102,6)          | 40,0 (104)            | 33,0 (91,4)           | 31,3 (88,3)           | 20,1 (68,2)           | 17,3 (63,1)           | 40 (104)              |
| Средњи максимум, °C (°F)    | 5,8 (42,4)            | 7,5 (45,5)            | 10,7 (51,3)           | 14,2 (57,6)           | 18,1 (64,6)           | 21,5 (70,7)           | 24,0 (75,2)           | 23,8 (74,8)           | 20,9 (69,6)           | 15,9 (60,6)           | 9,8 (49,6)            | 6,6 (43,9)            | 14,9 (58,8)           |
| Просек, °C (°F)             | 3,3 (37,9)            | 4,4 (39,9)            | 6,8 (44,2)            | 9,8 (49,6)            | 13,5 (56,3)           | 16,7 (62,1)           | 18,9 (66)             | 18,6 (65,5)           | 16,0 (60,8)           | 11,9 (53,4)           | 6,8 (44,2)            | 4,1 (39,4)            | 10,9 (51,6)           |
| Средњи минимум, °C (°F)     | 0,7 (33,3)            | 1,3 (34,3)            | 3,0 (37,4)            | 5,3 (41,5)            | 8,8 (47,8)            | 11,9 (53,4)           | 13,8 (56,8)           | 13,4 (56,1)           | 11,2 (52,2)           | 7,9 (46,2)            | 3,8 (38,8)            | 1,6 (34,9)            | 6,9 (44,4)            |
| Апсолутни минимум, °C (°F)  | −16,8 (1,8)           | −15,0 (5)             | −9,4 (15,1)           | −4,3 (24,3)           | −1,3 (29,7)           | 3,2 (37,8)            | 6,7 (44,1)            | 5,6 (42,1)            | 1,7 (35,1)            | −3,9 (25)             | −9,6 (14,7)           | −13,3 (8,1)           | −16,8 (1,8)           |
| [ тражи се извор ]          |                       |                       |                       |                       |                       |                       |                       |                       |                       |                       |                       |                       |                       |

## Демографија
| 1962.  | 1968.  | 1975.  | 1982.  | 1990.  | 2011.  |
| ------ | ------ | ------ | ------ | ------ | ------ |
| 24.756 | 27.484 | 30.497 | 28.580 | 29.197 | 32.083 |

## Партнерски градови
- Бергнојштат
- Landsmeer
- Кос
- Брачано